# Панфитотия
Панфито́тия (также панфити́я, от греч. παν- — все; φυτόν — растение) — массовое распространение инфекционной болезни растений (в том числе сельскохозяйственных) на территории нескольких стран или континентов. Термин образован по аналогии с пандемия, панзоотия. Является высшей степенью эпифитии. Её примером может служить гибель виноградников в середине XIX века от мучнистой росы сначала во Франции, а позже и в некоторых других европейских странах.
| Данный термин входит в следующую группу терминов: |               |               |                 |
|                                                   | -деми-        | -зоо-         | -фито-          |
| Эн-                                               | Эндемия       | Энзоотия      | Энфитотия       |
| Эпи-                                              | Эпидемия      | Эпизоотия     | Эпифитотия      |
| Эпи-…-логия                                       | Эпидемиология | Эпизоотология | Эпифитотиология |
| Пан-                                              | Пандемия      | Панзоотия     | Панфитотия      |